# Малкара (Северо-Казахстанская область)
Малкара (каз. Малқара) — упразднённое село в Уалихановском районе Северо-Казахстанской области Казахстана. Входило в состав Каратерекского сельского округа. Исключено из учётных данных в 2024 году.
Код КАТО — 596445400.

## Население
В 1999 году население аула составляло 277 человек (145 мужчин и 132 женщины). По данным переписи 2009 года, в ауле проживало 127 человек (69 мужчин и 58 женщин).